# Ve jménu dědy
Ve jménu dědy (v anglickém originále In the Name of the Grandfather) je 14. díl 20. řady (celkem 434.) amerického animovaného seriálu Simpsonovi. Scénář napsal Matt Marshall a díl režíroval Ralph Sosa. Premiéru měl dne 17. března 2009 na stanici Sky One, v USA dne 22. března 2009 na stanici Fox Broadcasting Company a v Česku byl poprvé vysílán 13. prosince 2009 na stanici ČT2.

## Děj
Rodina Simpsonových navštíví výstavu pro dům a zahradu, kde se rozhodne koupit vířivku. Stráví v ní hodiny a uvolní se natolik, že zapomenou navštívit Aba Simpsona na akci Springfieldského domova pro seniory. Dědeček naštvaně odpojí a zničí vířivku a vynadá jim, že ho ignorují. Homer se s rodinou rozhodne, že jim jejich zanedbání vynahradí tím, že udělá něco, co vždycky chtěl, ale nikdy k tomu nedostal příležitost. Děda vzpomíná na hospodu v irském Dunkilderry jménem O'Flanagan's, kde prý před mnoha lety prožil nejlepší noc svého života. Homer a rodina se dohodnou, že pojedou s Abem do Irska, aby si mohl dát v hospodě poslední drink. Když rodina dorazí na místo, zjistí, že se Irsko stalo komercionalizovanou zemí konzumentů a workoholiků. Také samotná hospoda skončila, protože mnoho návštěvníků jsou nyní yuppies, kteří nemají zájem pít. Majitel hospody, muž jménem Tom O'Flanagan, je rád, že má opět zákazníky. Homer s dědou si sednou do hospody a začnou popíjet, zatímco Marge vezme Barta a Lízu na návštěvu různých irských památek, jako je Giant's Causeway, hrad Blarney, pivovar Guinness a město Dublin. 
Po dlouhé noci plné pití se Homer s dědou probudí a ke svému zděšení zjistí, že během předchozího nočního flámu koupili hospodu od Toma O'Flanagana. Přejmenují bar a snaží se ho dál provozovat, ale nedostává se jim žádných zakázek a musí najít způsob, jak svůj nevábný podnik prodat. Homerovi pomůže Vočko Szyslak, který navrhne, aby ve své hospodě dovolili lidem dělat nelegální věci. Chlapi zjistí, že v Irsku je zakázáno kouřit v uzavřených prostorách, a tak z baru udělají kuřárnu. Vydělávají sice jako diví, ale irské úřady je zavřou. Za trest jsou Homer a děda deportováni zpět do Ameriky a musí zaplatit pokutu. Přijede náčelník Wiggum, aby je přivezl zpět do USA, ale nešťastnou náhodou se uhodí obuškem a pak se sám zasáhne palcátem a taserem.

## Produkce

### Psaní
Ve jménu dědy byla první epizoda, kterou napsal Matt Marshall, který předtím pracoval na seriálu jako asistent scenáristů. V roce 2007 přišel s nápadem, že dědeček je zanedbaný a Simpsonovi ho vezmou do Irska. Scénář byl připraven ke společnému čtení na konci roku 2007, ale stávka amerického sdružení scenáristů práci na dílu zdržela. Výkonný producent Al Jean uvedl, že epizoda má být „láskyplným milostným dopisem Irsku“, protože mnoho scenáristů má irské kořeny. Dodal, že „díl je založen na zkušenostech mých a mnoha scenáristů Simpsonových, kteří mají irské předky a vrátili se na návštěvu, aby zjistili, že je to tam úplně jiné, mnohem high-tech“. Podle Jamese L. Brookse byl příběh inspirován také článkem v The New York Times o dopadech zákazu kouření v Irsku na hospody.
Předchozí epizody seriálu, v nichž Simpsonovi navštívili jiné země, byly kontroverzní. Simpsonovi například navštívili Austrálii v díle Bart versus Austrálie (1995) a Brazílii v epizodě Může za to Líza (2002) a oba díly vyvolaly v navštívených zemích kontroverzi a negativní reakce. V druhém případě turistická rada Ria de Janeira – která tvrdila, že město bylo zobrazeno jako město s bující pouliční kriminalitou, únosy, slumy a zamořením opicemi a krysami – zašla tak daleko, že pohrozila společnosti Fox právními kroky. Na otázku, zda si myslel, že tato epizoda vyvolá podobné kontroverze, Al Jean odpověděl: „Jsem irský Američan a vím, že Irové mají vynikající smysl pro humor, takže jsme se příliš nebáli.“.

### Casting
V roli Toma O'Flanagana hostoval Colm Meaney, podle Al Jeana byl Meaney „se svým hlasem prostě dokonalý“, Glen Hansard a Markéta Irglová si pro epizodu zopakovali své role pouličního hudebníka, respektive východoevropské ženy z filmu Once. Své role nahráli v říjnu 2008 v Los Angeles během svého turné po Spojených státech.
V rozhovoru ze září 2008 Jean uvedl, že v roli majitele hospody bude hostovat Kenneth Branagh a že přišel roli nahrát, nicméně Branagha nahradil Meaney a v epizodě se neobjevil. Podle oficiální tiskové zprávy Foxu měla mít Kathy Irelandová cameo v roli sebe sama. Přestože se však v epizodě objevila v animované podobě, titulek uváděl, že ji producenti požádali o hostující hlas a že odmítla. Hlas její postavy namluvila Tress MacNeilleová.

## Kulturní odkazy
V epizodě se objevilo mnoho vtipů a odkazů na Irsko a jeho kulturu. Název odkazuje na irský film Ve jménu otce. Rodina Simpsonových navštěvuje památky včetně hradu Blarney, pivovaru Guinness a také Giant's Causeway, ve fiktivní vesnici Dunkilderry žijí skřítci a Homer pije pivo Guinness. Jeden z reklamních manažerů společnosti Guinness uvedl, že s producenty Simpsonových musela být uzavřena dohoda, aby se značka mohla v epizodě objevit. Simpsonovi navštíví Dublin v den Bloomsday, kdy si lidé zopakují události z románu Jamese Joyce Odysseus. Homer říká, že chce Irsko vrátit do „starých dobrých časů Andělského popela“, čímž odkazuje na memoáry irského spisovatele Franka McCourta. Děda ve vzpomínce tančí ve stylu Riverdance. Hudebníci Glen Hansard a Markéta Irglová si zopakovali své role z irského filmu Once z roku 2007 – velká část filmu se původně natáčela na dublinském náměstí Mountjoy Square, což je shodou okolností místo, které se objevuje i v Odysseovi. Billboard v Irsku propaguje stěhovací společnost U2 sloganem „We Move in Mysterious Ways“.
Kromě odkazů na Irsko Bart také pronese urážlivou poznámku o Belgii, což způsobí, že mu Marge pohrozí, že mu „sebere Tintiny“, načež Bart přitiskne k hrudi kopii Tintinova komiksu a slíbí, že se bude chovat slušně.

## Propagace

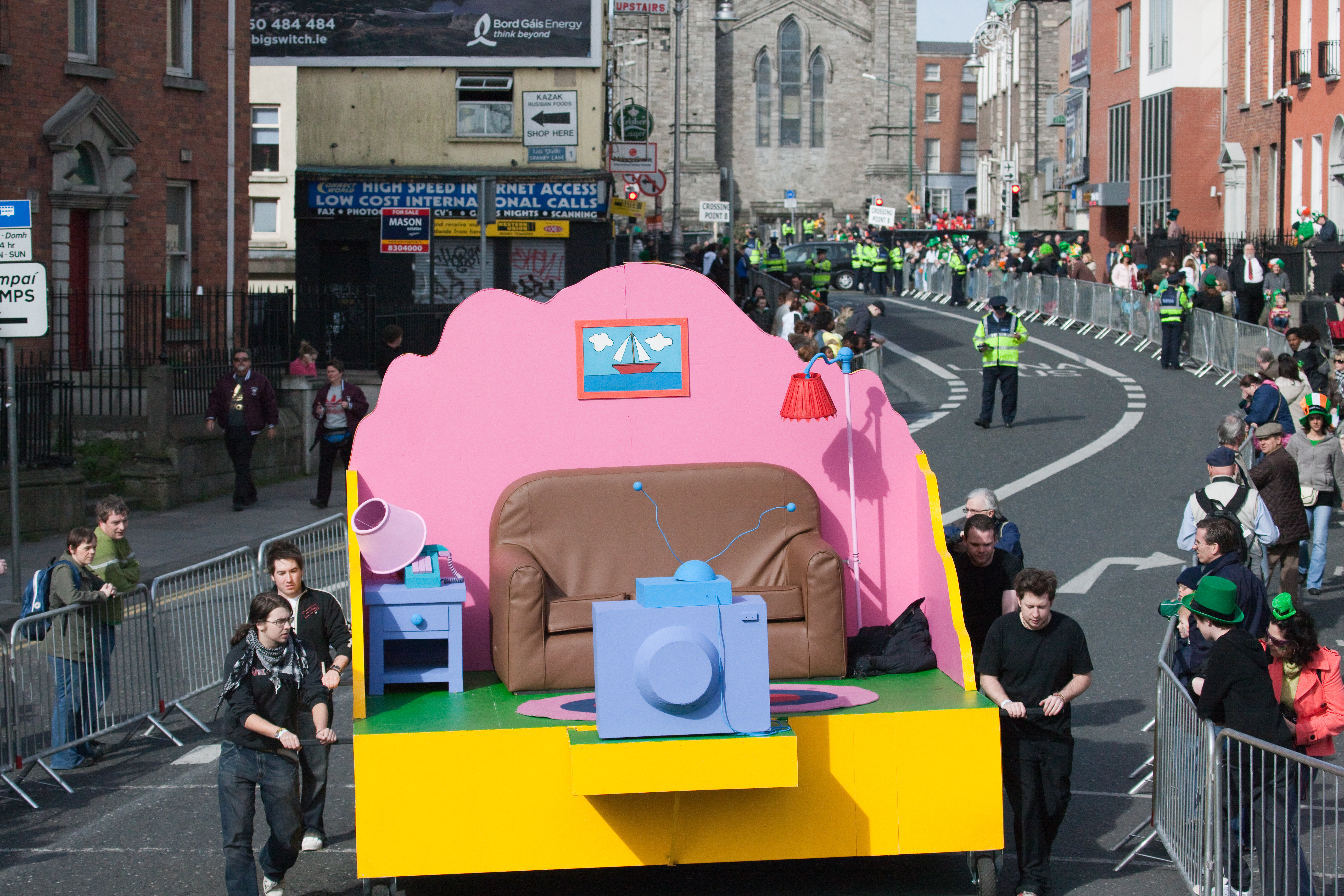
Vozidlo s motivem Simpsonových (na obrázku před začátkem průvodu), které se objevilo v průvodu na Den svatého Patrika v Dublinu v roce 2009

Ve jménu dědy byla první epizoda Simpsonových, která měla premiéru v Evropě před odvysíláním na stanici Fox ve Spojených státech. Dříve se nové epizody seriálu občas vysílaly na kanadské televizní síti Global půl hodiny před odvysíláním na stanici Fox. Global simuluje pořady z několika amerických sítí a občasný speciál je nutí posouvat epizody Simpsonových do dřívějšího vysílacího času.
Díl se vysílal v 19.30 na Sky One a byl spojen s epizodou Sexy koláčky a hlupák v nesnázích, premiérovým dílem řady Simpsonových, jenž začíná návštěvou průvodu na Den svatého Patrika. Speciální vysílání je součástí celoroční kampaně stanice Fox „Best. 20 Years. Ever.“, která připomíná 20. výročí seriálu. V rámci propagace vysílání navštívili výkonní producenti Al Jean a James L. Brooks a Nancy Cartwrightová Irsko a zúčastnili se průvodu na Den svatého Patrika v Dublinu. Epizoda byla 16. března promítána v dublinském kině Lighthouse. Kromě toho byl Homer ohlášen jako zvláštní host redakce březnového vydání časopisu Sky Magazine 17. března a v rámci propagace epizody ve Spojených státech navštívilo několik lidí převlečených za Marge hospody v různých velkých městech a rozdávali kódy pro vyzváněcí tóny a tapety na mobilní telefony zdarma. Ukázka z dílu se celý den přehrávala na obrazovce JumboTron na Times Square v New Yorku.
Před odvysíláním dílu Ve jménu dědy začala irská sázková kancelář Paddy Power přijímat sázky na to, co se v epizodě stane. Nabízela sázky na takové věci, jako která irská fráze bude Homerem použita jako první, na počet diváků a na to, která irská hvězda se objeví v epizodní roli.

## Přijetí
První vysílání epizody na Sky One ve Spojeném království sledovalo v průměru 957 000 diváků s podílem na publiku 4,7, v Irsku premiéru sledovalo 511 000 diváků s podílem 33. V roce 2012 se na seriál podívalo v průměru 511 000 diváků s podílem 33. Epizoda se stala nejsledovanějším vysíláním Sky One v Irsku, čímž překonala předchozí rekord z dubna 2004. Díl měl také 60,5 podílu dětských diváků a 40 podílu diváků ve věku 15 až 24 let, což jsou oba rekordy.
Původní vysílání epizody na stanici Fox ve Spojených státech skončilo s ratingem Nielsen 3,6 a bylo sledováno v 6,15 milionech domácností. Díl skončil na třetím místě ve svém vysílacím čase.
Shane Hegarty z deníku The Irish Times napsal, že „možná nešlo o historickou epizodu (…), ale měla spoustu dobrých momentů a z irského pohledu to byla fascinující příležitost podívat se na sebe očima nejlepšího komediálního seriálu, jaký kdy byl napsán“. Dodal, že „i když se vyžívala ve stereotypech, využívala je k pokračování běžícího vtipu o tom, jak se Irsko nepodřizuje názorům Američanů na něj“.
Pat Stacey z Evening Herald udělil epizodě dvě hvězdičky. Napsal, že se mu líbily vtipy o irských pamětihodnostech, ale označil ji za „docela odfláknutou, omšelou půlhodinku“, a zmínil, že Colm Meaney si zasloužil lepší roli.
Evan Fanning z listu Sunday Independent napsal: „Ano, Simpsonovi přijeli do Irska a jediné, čeho jsme se dočkali, bylo několik mizerných omílaných vtipů a pocit, že to celé byla tak trochu ztráta času.“.
Robert Canning z IGN napsal: „Nebylo to nejzábavnější dobrodružství v cizí zemi, ale bylo to použitelné. (…) Záchranou dílu byly všechny ty irsky zaměřené viněty s Marge a dětmi. Tyto rychlé úderné gagy byly nejvtipnějšími momenty a zabránily tomu, aby epizoda byla úplně nudná.“.
Steve Heisler z The A.V. Clubu udělil epizodě hodnocení B s komentářem, že epizoda „umožnila seriálu bavit se s okolím“, a dodal, že je to jeden z jeho nejoblíbenějších dílů 20. řady.